# Paul Butterfield
Pour les articles homonymes, voir Butterfield.
Paul Butterfield, né le 17 décembre 1942 à Chicago et mort d'overdose le 4 mai 1987 à Los Angeles), est un musicien de blues américain.

## Paul Butterfield avant le Blues Band
Paul Butterfield est né et a grandi à Chicago. Fils d'un avocat et d'une artiste-peintre, il s'intéresse très tôt à la musique et suit des cours de flûte classique. Rapidement, en compagnie de son ami Nick Gravenites, il s'intéresse au blues et fréquente dès l'âge de 15 ans les clubs de blues. À cette époque, il abandonne la flûte pour se consacrer à la guitare et surtout à l'harmonica.
Au début des années 1960, à l'école, il rencontre un autre étudiant passionné de blues, Elvin Bishop. Ils se mettent à jouer ensemble et Paul Butterfield abandonne dès lors la guitare qu'il laisse à Elvin Bishop, plus doué, pour se concentrer sur le chant et l'harmonica. En 1963, ils forment avec la section rythmique de Howlin' Wolf, Jerome Arnold (basse) et Sam Lay (batterie), l'un des premiers groupes de blues multiraciaux. Le Paul Butterfield Blues Band est né.

## Le Paul Butterfield Blues Band
Le Paul Butterfield Blues Band voit donc le jour en 1963. En 1964, le producteur Paul Rothchild les fait signer chez Elektra Records et les convainc de s'associer avec un second guitariste prometteur, Mike Bloomfield. Celui-ci incorpore donc le groupe qui en décembre entre en studio pour enregistrer ses premiers titres. Pendant l’enregistrement, Mark Naftalin rejoint le groupe qui finalement ne conservera pour son premier album que les titres enregistrés avec lui (en 1995 Elektra sortira l’album The Original Lost Elektra Sessions qui comprend les titres enregistrés avant l’arrivée de Mark Naftalin).
À cette époque (1965), le groupe devient aussi le « backing band de Bob Dylan. En 1967, après deux albums, Mike Bloomfield quitte le groupe pour former Electric Flag. À la sortie du troisième album, également en 1967, The Resurrection of Pigboy Crabshaw, le groupe est composé de Paul Butterfield, Elvin Bishop, Mark Naftalin, Bugsy Maugh (basse), Philip Wilson (batterie) et d'une section d'instruments à vent avec David Sanborn (saxo), Gene Dinwiddie (saxo), Keith Johnson (trompette). En 1968 cette formation sort ensuite In My Own Dream.
À la fin de l’année 1968, Elvin Bishop et Mark Naftalin quittent le groupe. En 1969 sort Keep on Moving qui voit l’arrivée du guitariste Buzz Feiten, du bassiste Rod Hicks et du claviériste Ted Harris tandis que Philip Wilson et les trois instruments à vent sont toujours présents.
En 1970, sort l’album en public Live. Le groupe est alors composé de Paul Butterfield, Rod Hicks, Ted Harris, David Sanborn, Gene Dinwiddie, Ralph Wash (guitare), George Davidson (batterie), Steve Madaio (trompette). La même formation sort en 1971 Sometimes I Just Feel Like Smilin'.

## Paul Butterfield après le Blues Band
En 1971, Paul Butterfield dissout le groupe après avoir enregistré six albums studio et un live. Il part pour New York et y forme le Paul Butterfield's Better Days avec qui il enregistrera deux albums studio. Le groupe tient jusqu’en 1975 et en 1976 Paul Butterfield décide d’entamer une carrière solo et de musicien de studio. Malade (alcool et héroïne), il n’enregistrera finalement que trois albums solo en studio jusqu’à sa mort d'un abus d’alcool et de drogues diverses en 1987. À son contact se formèrent quelques-uns des meilleurs musiciens américains blancs de blues comme Mike Bloomfield, Elvin Bishop, Mark Naftalin ou David Sanborn. 
Paul Butterfield fut introduit au Blues Hall of Fame en 2006.

## Discographie

### Paul Butterfield Blues Band
- The Original Lost Elektra Sessions (enregistrements de 1964, album sorti en 1995)
- The Paul Butterfield Blues Band (1965)
- East-West (1966)
- The Resurrection of Pigboy Crabshaw (1967)
- In My Own Dream (1968)
- Keep on Moving (1969)
- Live (1970)
- Sometimes I Just Feel Like Smilin' (1971)

### Paul Butterfield's Better Days
- Paul Butterfield's Better Days (1972)
- It All Comes Back (1973)

### Paul Butterfield
- Put It in Your Ear (1976)
- North-South (1981)
- The Legendary Paul Butterfield Rides Again (1986)